# Xã Lippert, Quận Stutsman, Bắc Dakota
Xã Lippert (tiếng Anh: Lippert Township) là một xã thuộc quận Stutsman, tiểu bang Bắc Dakota, Hoa Kỳ. Năm 2010, dân số của xã này là 96 người.